# Argentina i olympiska sommarspelen 1952
Argentina deltog med 123 deltagare vid de olympiska sommarspelen 1952 i Helsingfors. Totalt vann de en guldmedalj, två silvermedaljer och två bronsmedaljer.

## Medaljer

### Guld
- Tranquilo Cappozzo och Eduardo Guerrero - Rodd, dubbelsculler.

### Silver
- Antonio Pacenza - Boxning, lätt tungvikt.
- Reinaldo Gorno - Friidrott, maraton.

### Brons
- Eladio Herrera - Boxning, lätt mellanvikt.
- Humberto Selvetti - Tyngdlyftning.